# Norman Nato

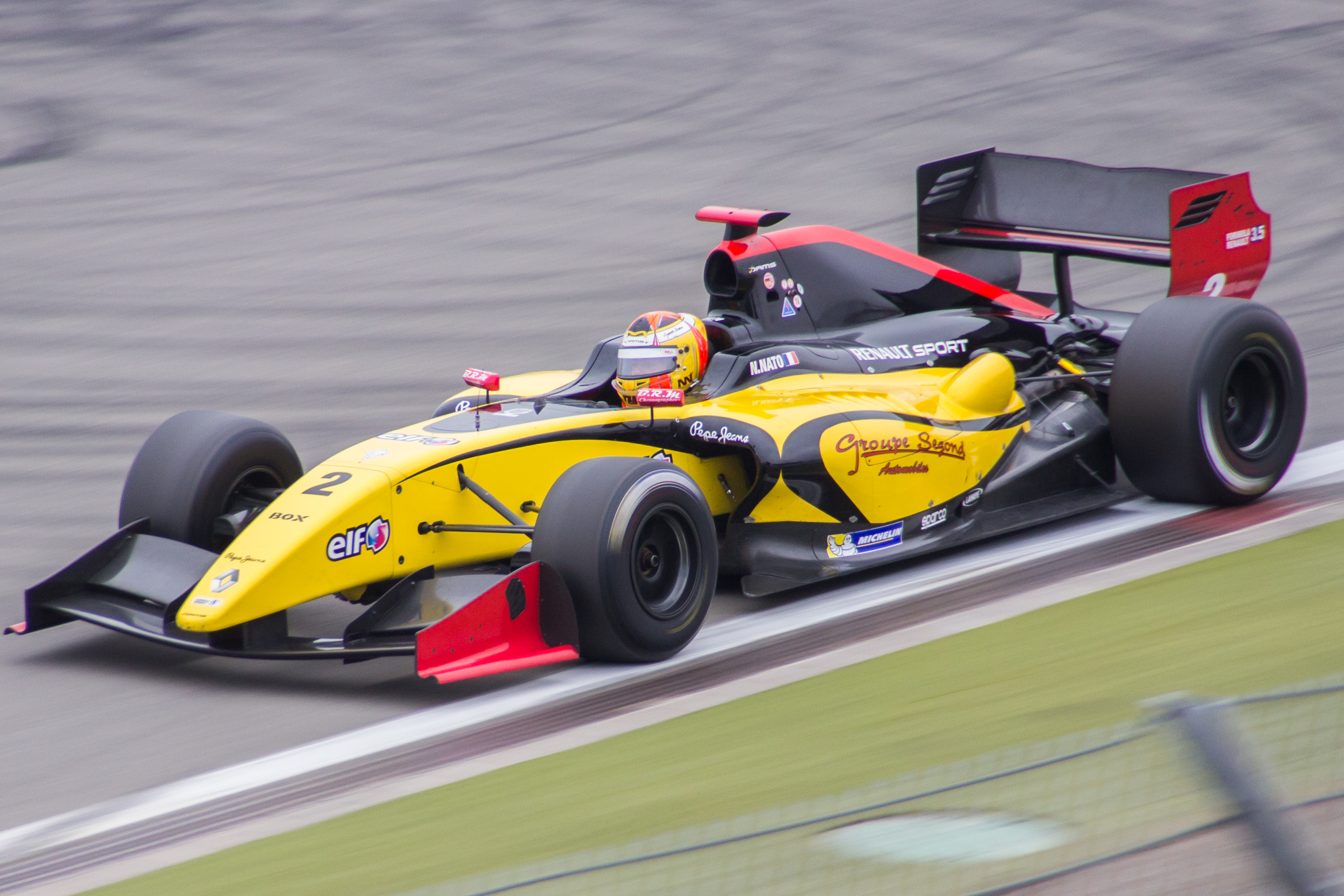
Norman Nato en Fórmula Renault 3.5 Series, 2014.

Norman Nato (Cannes, Francia; 8 de julio de 1992) es un piloto de automovilismo francés. Actualmente compite en el Campeonato Mundial de Resistencia de la FIA con Jota y Fórmula E con Nissan.

## Carrera deportiva

### Primeros años
Luego de los karts, Nato debutó en Eurocopa 1.6 de F4 en 2010, donde fue subcampeón. También fue subcampeón de la temporada 2012 de Fórmula Renault 2.0 Alpes. Luego fue piloto de DAMS en Fórmula Renault 3.5 Series y en 2015 y 2016 compitió en GP2 Series con los equipos Arden International y Racing Engineering respectivamente. En GP2, obtuvo dos victorias y finalizó quinto en su segunda temporada.
En 2017 compitió en el Campeonato de Fórmula 2 de la FIA con el equipo Arden, donde obtuvo una victoria en tres podios y el noveno puesto en el torneo.

### Resistencia y Fórmula E
Compite en carreras de resistencia desde 2018 y en Fórmula E desde 2020. Tras dejar la F2, retornó a Racing Engineering para competir en European Le Mans Series (LMP2). Junto a Paul Petit y Olivier Pla ganó la primera carrera de la temporada, y finalizó tercero en el campeonato de pilotos.
Al año siguiente, Nato participó en dos carreras con G-Drive Racing, ganando una de ellas junto a Roman Rusinov y Job van Uitert, y debutó en el Campeonato Mundial de Resistencia de la FIA (WEC), en LMP2. Luego, fue contratado por Rebellion Racing para competir en la clase principal en la temporada 2019-20.
En una temporada en la que solamente dos fabricantes compitieron a tiempo completo, junto a Gustavo Menezes y Bruno Senna lograron dos victorias en Shanghái y Austin, por delante de los Toyota.
En 2021, Nato debutó en Fórmula E de la mano de Venturi Racing. Ganó la última carrera de la temporada en Berlín, siendo su único podio del año. Sumó 54 puntos, algo más de la mitad que su compañero de equipo, Edoardo Mortara. En el WEC, volvió a la clase LMP2 con Realteam TDS.

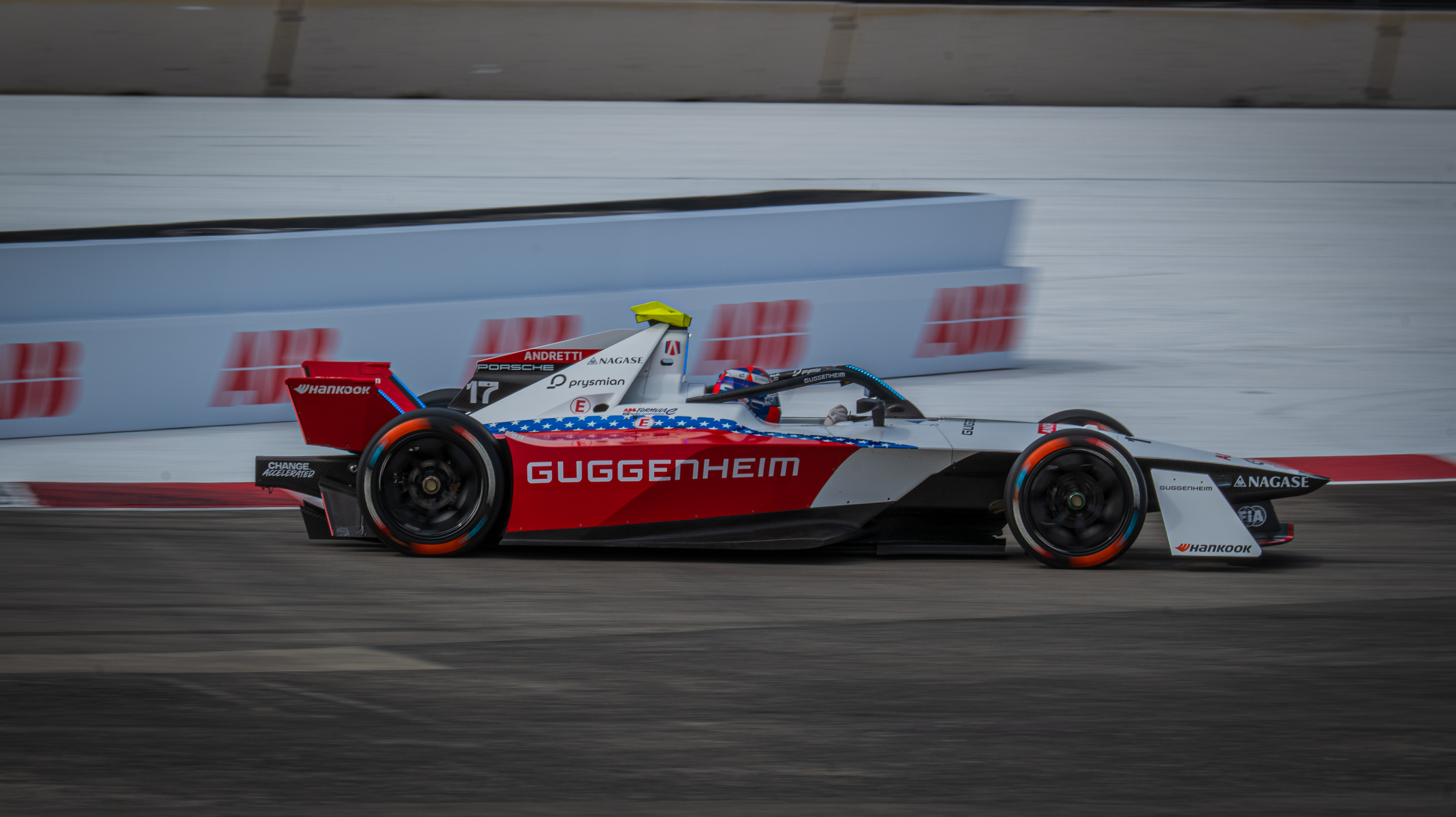
Norman Nato en Fórmula E, 2024.

En 2022, compitió en WEC LMP2 con WRT, logrando una victoria junto a Ferdinand Habsburg y Rui Andrade. Además, sustituyó al lesionado Sam Bird en el equipo Jaguar de Fórmula E en la última ronda de la temporada. Al año siguiente, fue llamado por el equipo Nissan del campeonato eléctrico, y dejó el WEC. Obtuvo un podio y duplicó en puntos a Sacha Fenestraz, su compañero en Nissan.
En la temporada 2023-24, dejó Nissan y fue llamado por Andretti, con quienes también sumó un podio aunque fue superado por su compañero, Jake Dennis. En 2024, volvió a la clase principal del WEC de la mano de la escudería Jota, a bordo de un Porsche 963. Junto a Will Stevens y Callum Ilott, debutaron con un podio en los 1812 km de Catar. Su coche obtuvo la victoria en las 6 Horas de Spa, pero él no fue parte por compromisos con la Fórmula E.
Para la próxima temporada de Fórmula E, el francés volverá a Nissan.

## Resumen de carrera
| Temporada | Categoría                                              | Equipo                     | Carreras     | Victorias    | Poles        | VR           | Podios       | Puntos       | Pos.         |
| --------- | ------------------------------------------------------ | -------------------------- | ------------ | ------------ | ------------ | ------------ | ------------ | ------------ | ------------ |
| 2010      | Eurocopa 1.6 de F4                                     | Autosport Academy          | 14           | 2            | 0            | 1            | 8            | 131          | 2.º          |
| 2011      | Eurocopa de Fórmula Renault 2.0                        | R-ace GP                   | 14           | 0            | 0            | 0            | 2            | 58           | 11.º         |
| 2011      | Copa de Europa del Norte de Fórmula Renault 2.0        | R-ace GP                   | 7            | 0            | 1            | 0            | 1            | 56           | 25.º         |
| 2012      | Eurocopa de Fórmula Renault 2.0                        | RC Formula                 | 14           | 1            | 0            | 1            | 4            | 96           | 4.º          |
| 2012      | Fórmula Renault 2.0 Alpes                              | RC Formula                 | 14           | 4            | 5            | 5            | 8            | 214          | 2.º          |
| 2013      | Fórmula Renault 3.5 Series                             | DAMS                       | 17           | 0            | 1            | 0            | 0            | 33           | 13.º         |
| 2014      | Fórmula Renault 3.5 Series                             | DAMS                       | 17           | 2            | 1            | 1            | 2            | 89           | 7.º          |
| 2015      | GP2 Series                                             | Arden International        | 21           | 0            | 0            | 1            | 0            | 20           | 18.º         |
| 2016      | GP2 Series                                             | Racing Engineering         | 22           | 2            | 1            | 1            | 5            | 136          | 5.º          |
| 2017      | Campeonato de Fórmula 2 de la FIA                      | Pertamina Arden            | 22           | 1            | 0            | 0            | 3            | 91           | 9.º          |
| 2018      | European Le Mans Series - LMP2                         | Racing Engineering         | 6            | 1            | 0            | 2            | 2            | 66           | 3.º          |
| 2018      | 24 Horas de Le Mans - LMP2                             | SMP Racing                 | 1            | 0            | 0            | 0            | 0            | N/A          | 10.º         |
| 2018      | WeatherTech SportsCar Championship - Prototype         | Tequila Patrón ESM         | 1            | 0            | 0            | 0            | 0            | 20           | 56.º         |
| 2018-19   | Campeonato Mundial de Resistencia de la FIA - LMP2     | TDS Racing                 | 1            | 0            | 0            | 0            | 0            | 12           | 16.º         |
| 2019      | European Le Mans Series - LMP2                         | G-Drive Racing             | 2            | 1            | 1            | 0            | 1            | 38           | 11.º         |
| 2019      | 24 Horas de Le Mans - LMP2                             | RLR M Sport/Tower Events   | 1            | 0            | 0            | 0            | 0            | N/A          | NC           |
| 2019      | Blancpain GT Series Endurance Cup                      | Belgian Audi Club Team WRT | 3            | 0            | 0            | 0            | 0            | 0            | NC           |
| 2019      | Campionato Italiano Gran Turismo Endurance - GT3       | Audi Sport Italia          | 1            | 0            | 0            | 0            | 1            | ?            | ?            |
| 2019-20   | Campeonato Mundial de Resistencia de la FIA - LMP1     | Rebellion Racing           | 7            | 2            | 4            | 1            | 6            | 145          | 3.º          |
| 2020-21   | Fórmula E                                              | ROKiT Venturi Racing       | 15           | 1            | 0            | 1            | 1            | 54           | 18.º         |
| 2021      | Campeonato Mundial de Resistencia de la FIA - LMP2     | Realteam Racing            | 6            | 0            | 0            | 1            | 0            | 50           | 10.º         |
| 2021-22   | Fórmula E                                              | Jaguar TCS Racing          | 2            | 0            | 0            | 0            | 0            | 0            | 22.º         |
| 2022      | Campeonato Mundial de Resistencia de la FIA - LMP2     | RealTeam by WRT            | 6            | 1            | 1            | 1            | 3            | 96           | 4.º          |
| 2022-23   | Fórmula E                                              | Nissan Formula E Team      | 16           | 0            | 0            | 0            | 1            | 63           | 10.º         |
| 2023      | 24 Horas de Le Mans - LMP2                             | AF Corse                   | 1            | 0            | 0            | 0            | 0            | 0            | NC           |
| 2023-24   | Fórmula E                                              | Andretti Global            | 16           | 0            | 0            | 3            | 1            | 47           | 15.º         |
| 2024      | Campeonato Mundial de Resistencia de la FIA - Hypercar | Hertz Team Jota            | 7            | 0            | 0            | 0            | 1            | 45           | 10.º         |
| 2024-25   | Fórmula E                                              | Nissan Formula E Team      | Disputándose | Disputándose | Disputándose | Disputándose | Disputándose | Disputándose | Disputándose |
| 2025      | Campeonato Mundial de Resistencia de la FIA - Hypercar | Cadillac Hertz Team Jota   | Disputándose | Disputándose | Disputándose | Disputándose | Disputándose | Disputándose | Disputándose |
| Fuente:   |                                                        |                            |              |              |              |              |              |              |              |

## Resultados

### Fórmula Renault 3.5 Series
(Clave) (negrita indica pole position) (cursiva indica vuelta rápida)

| Año     | Equipo | 1        | 2        | 3        | 4        | 5         | 6        | 7        | 8        | 9        | 10        | 11       | 12       | 13       | 14       | 15        | 16        | 17       | Pos. | Puntos |
| ------- | ------ | -------- | -------- | -------- | -------- | --------- | -------- | -------- | -------- | -------- | --------- | -------- | -------- | -------- | -------- | --------- | --------- | -------- | ---- | ------ |
| 2013    | DAMS   | MNZ 1 10 | MNZ 2 6  | ALC 1 5  | ALC 2 20 | MON 1 Ret | SPA 1 15 | SPA 2 15 | MSC 1 13 | MSC 2 10 | RBR 1 Ret | RBR 2 10 | HUN 1 15 | HUN 2 11 | LEC 1 18 | LEC 2 9   | CAT 1 Ret | CAT 2 5  | 13.º | 33     |
| 2014    | DAMS   | MNZ 1 15 | MNZ 2 11 | ALC 1 11 | ALC 2 10 | MON 1     | SPA 1 5  | SPA 2 5  | MSC 1 17 | MSC 2 16 | NÜR 1 12  | NÜR 2 6  | HUN 1 8  | HUN 2 1  | LEC 1 10 | LEC 2 Ret | JER 1 8   | JER 2 10 | 7.º  | 89     |
| Fuente: |        |          |          |          |          |           |          |          |          |          |           |          |          |          |          |           |           |          |      |        |

### GP2 Series
(Clave) (negrita indica pole position) (cursiva indica vuelta rápida puntuable)

| Año  | Escudería           | 1   | 1   | 2   | 2   | 3   | 3   | 4   | 4   | 5   | 5   | 6   | 6   | 7   | 7   | 8   | 8   | 9   | 9   | 10  | 10  | 11  | 11  | Pos. | Puntos | Ref.   |
| ---- | ------------------- | --- | --- | --- | --- | --- | --- | --- | --- | --- | --- | --- | --- | --- | --- | --- | --- | --- | --- | --- | --- | --- | --- | ---- | ------ | ------ |
| 2015 | Arden International | SAK | SAK | BAR | BAR | MON | MON | SPI | SPI | SIL | SIL | BUD | BUD | SPA | SPA | MNZ | MNZ | SOC | SOC | SAK | SAK | YMC | YMC | 18.º | 20     | [ 23 ] |
| 2015 | Arden International | Ret | 16  | 8   | 7   | 18  | 21  | 20  | 13  | 18  | 23  | 11  | 6   | Ret | 20  | 6   | Ret | 12  | 9   | 24  | 10  | Ret | C   | 18.º | 20     | [ 23 ] |
| 2016 | Racing Engineering  | BAR | BAR | MON | MON | BAK | BAK | SPI | SPI | SIL | SIL | BUD | BUD | HOC | HOC | SPA | SPA | MNZ | MNZ | KUA | KUA | YMC | YMC | 5.º  | 136    | [ 24 ] |
| 2016 | Racing Engineering  | 1   | 16  | 2   | 6   | Ret | Ret | 7   | 12  | 7   | 22† | 7   | 3   | Ret | 18  | Ret | 8   | 5   | 1   | 3   | Ret | 6   | 5   | 5.º  | 136    | [ 24 ] |

### Campeonato de Fórmula 2 de la FIA
(Clave) (negrita indica pole position) (cursiva indica vuelta rápida puntuable)

| Año  | Escudería       | 1   | 1   | 2   | 2   | 3   | 3   | 4   | 4   | 5   | 5   | 6   | 6   | 7   | 7   | 8   | 8   | 9   | 9   | 10  | 10  | 11  | 11  | Pos. | Puntos | Ref.   |
| ---- | --------------- | --- | --- | --- | --- | --- | --- | --- | --- | --- | --- | --- | --- | --- | --- | --- | --- | --- | --- | --- | --- | --- | --- | ---- | ------ | ------ |
| 2017 | Pertamina Arden | SAK | SAK | BAR | BAR | MON | MON | BAK | BAK | SPI | SPI | SIL | SIL | BUD | BUD | SPA | SPA | MNZ | MNZ | JER | JER | YMC | YMC | 9.º  | 91     | [ 25 ] |
| 2017 | Pertamina Arden | 2   | Ret | 16  | 13  | Ret | Ret | 5   | 1   | Ret | 7   | 2   | 6   | 7   | 5   | 8   | 4   | 13  | 10  | 11  | 10  | 13  | 18  | 9.º  | 91     | [ 25 ] |

### European Le Mans Series
(Clave) (negrita indica pole position) (cursiva indica vuelta rápida)

| Año     | Equipo             | Clase | Chasis   | Motor                 | 1     | 2     | 3     | 4       | 5      | 6     | Pos. | Puntos |
| ------- | ------------------ | ----- | -------- | --------------------- | ----- | ----- | ----- | ------- | ------ | ----- | ---- | ------ |
| 2018    | Racing Engineering | LMP2  | Oreca 07 | Gibson GK428 4.2 L V8 | LEC 1 | MNZ 5 | RBR 2 | SIL Ret | SPA 7‡ | ALG 5 | 3.º  | 66     |
| 2019    | G-Drive Racing     | LMP2  | Aurus 01 | Gibson GK428 4.2 L V8 | LEC 4 | MNZ 1 | CAT   | SIL     | SPA    | ALG   | 11.º | 38     |
| Fuente: |                    |       |          |                       |       |       |       |         |        |       |      |        |

- ‡ Se otorgaron la mitad de los puntos debido a que se completó el 75% de la distancia total.

### 24 Horas de Le Mans
| Año     | Equipo                   | Copilotos                      | Automóvil            | Clase    | Vueltas | Pos. | Pos. Clase |
| ------- | ------------------------ | ------------------------------ | -------------------- | -------- | ------- | ---- | ---------- |
| 2018    | SMP Racing               | Viktor Shaytar Harrison Newey  | Dallara P217-Gibson  | LMP2     | 345     | 14.º | 10.º       |
| 2019    | RLR M Sport/Tower Events | John Farano Arjun Maini        | Oreca 07-Gibson      | LMP2     | 295     | NC   | NC         |
| 2020    | Rebellion Racing         | Gustavo Menezes Bruno Senna    | Rebellion R13-Gibson | LMP1     | 382     | 2.º  | 2.º        |
| 2021    | Realtime Racing          | Esteban Garcia Loïc Duval      | Oreca 07-Gibson      | LMP2     | 356     | 17.º | 12.º       |
| 2022    | RealTeam by WRT          | Rui Andrade Ferdinand Habsburg | Oreca 07-Gibson      | LMP2     | 362     | 21.º | 17.º       |
| 2023    | AF Corse                 | Ben Barnicoat François Perrodo | Oreca 07-Gibson      | LMP2     | 183     | DNF  | DNF        |
| 2024    | Hertz Team Jota          | Callum Ilott Will Stevens      | Porsche 963          | Hypercar | 311     | 8.º  | 8.º        |
| 2025    | Cadillac Hertz Team Jota | Alex Lynn Will Stevens         | Cadillac V-Series.R  | Hypercar | 387     | 4.º  | 4.º        |
| Fuente: |                          |                                |                      |          |         |      |            |

### Campeonato Mundial de Resistencia de la FIA
(Clave) (negrita indica pole position) (cursiva indica vuelta rápida)

| Año     | Escudería        | Clase | Automóvil            | 1   | 2   | 3   | 4   | 5   | 6   | 7   | 8   | Pos. | Puntos | Ref.   |
| ------- | ---------------- | ----- | -------------------- | --- | --- | --- | --- | --- | --- | --- | --- | ---- | ------ | ------ |
| 2018-19 | TDS Racing       | LMP2  | Oreca 07-Gibson      | SPA | LMS | SIL | FUJ | SHA | SEB | SPA | LMS | 17.º | 12     | [ 29 ] |
| 2018-19 | TDS Racing       | LMP2  | Oreca 07-Gibson      |     |     | 4   |     |     |     |     |     | 17.º | 12     | [ 29 ] |
| 2019-20 | Rebellion Racing | LMP1  | Rebellion R13-Gibson | SIL | FUJ | SHA | BHR | COA | SPA | LMS | BHR | 3.º  | 145    | [ 30 ] |
| 2019-20 | Rebellion Racing | LMP1  | Rebellion R13-Gibson | 9   | 3   | 1   | 3   | 1   | 3   | 2   |     | 3.º  | 145    | [ 30 ] |

### Fórmula E
(Clave) (negrita indica pole position) (cursiva indica vuelta rápida puntuable)
| Año     | Escudería             | 1   | 1   | 2   | 2   | 3   | 3   | 4   | 5   | 5   | 6   | 6   | 7   | 7   | 8   | 8   | 9   | 9   | 9   | 9   | Pos. | Puntos | Ref.   |
| ------- | --------------------- | --- | --- | --- | --- | --- | --- | --- | --- | --- | --- | --- | --- | --- | --- | --- | --- | --- | --- | --- | ---- | ------ | ------ |
| 2020-21 | ROKiT Venturi Racing  | DIR | DIR | ROM | ROM | VAL | VAL | MON | PUE | PUE | NYC | NYC | LON | LON | BER | BER |     |     |     |     | 16.º | 54     | [ 31 ] |
| 2020-21 | ROKiT Venturi Racing  | 14  | 16  | 11  | DSQ | NC  | 5   | 13  | 14  | Ret | 15  | 7   | NC  | Ret | 4   | 1   |     |     |     |     | 16.º | 54     | [ 31 ] |
| 2021-22 | Jaguar TCS Racing     | DIR | DIR | MEX | MEX | ROM | ROM | MON | BER | BER | YAK | YAK | MAR | MAR | NYC | NYC | LON | LON | SEÚ | SEÚ | 22.º | 0      | [ 32 ] |
| 2021-22 | Jaguar TCS Racing     |     |     |     |     |     |     |     |     |     |     |     |     |     |     |     |     |     | 13  | 14  | 22.º | 0      | [ 32 ] |
| 2022-23 | Nissan Formula E Team | MEX | MEX | DIR | DIR | HYD | CAB | SÃO | BER | BER | MON | MON | YAK | YAK | PRT | PRT | ROM | ROM | LON | LON | 10.º | 63     | [ 33 ] |
| 2022-23 | Nissan Formula E Team | Ret | Ret | 12  | 14  | 7   | 8   | Ret | 13  | 16  | 18  | 18  | 12  | 5   | 9   | 9   | 7   | 2   | 8   | 4   | 10.º | 63     | [ 33 ] |
| 2023-24 | Andretti Global       | MEX | MEX | DIR | DIR | SÃO | TOK | MIS | MIS | MON | BER | BER | SHA | SHA | PRT | PRT | LON | LON |     |     | 14.º | 47     | [ 34 ] |
| 2023-24 | Andretti Global       | 10  | 10  | 6   | 16  | 17  | 6   | 7   | 16  | 10  | 18  | 19  | 14  | 3   | 13  | 7   | 10  | 13  |     |     | 14.º | 47     | [ 34 ] |
| 2024-25 | Nissan Formula E Team | SÃO | MEX | YED | YED | MIA | MON | MON | TOK | TOK | SHA | SHA | YAK | BER | BER | LON | LON |     |     |     | 20.º | 21     | [ 35 ] |
| 2024-25 | Nissan Formula E Team | 13  | 13  | 17  | 15  | 6   | 14  | 13  | 15  | 17  | 6   | 21  | 14  |     |     | 9   | 11  |     |     |     | 20.º | 21     | [ 35 ] |